# Dorfkirche Hassel (Altmark)

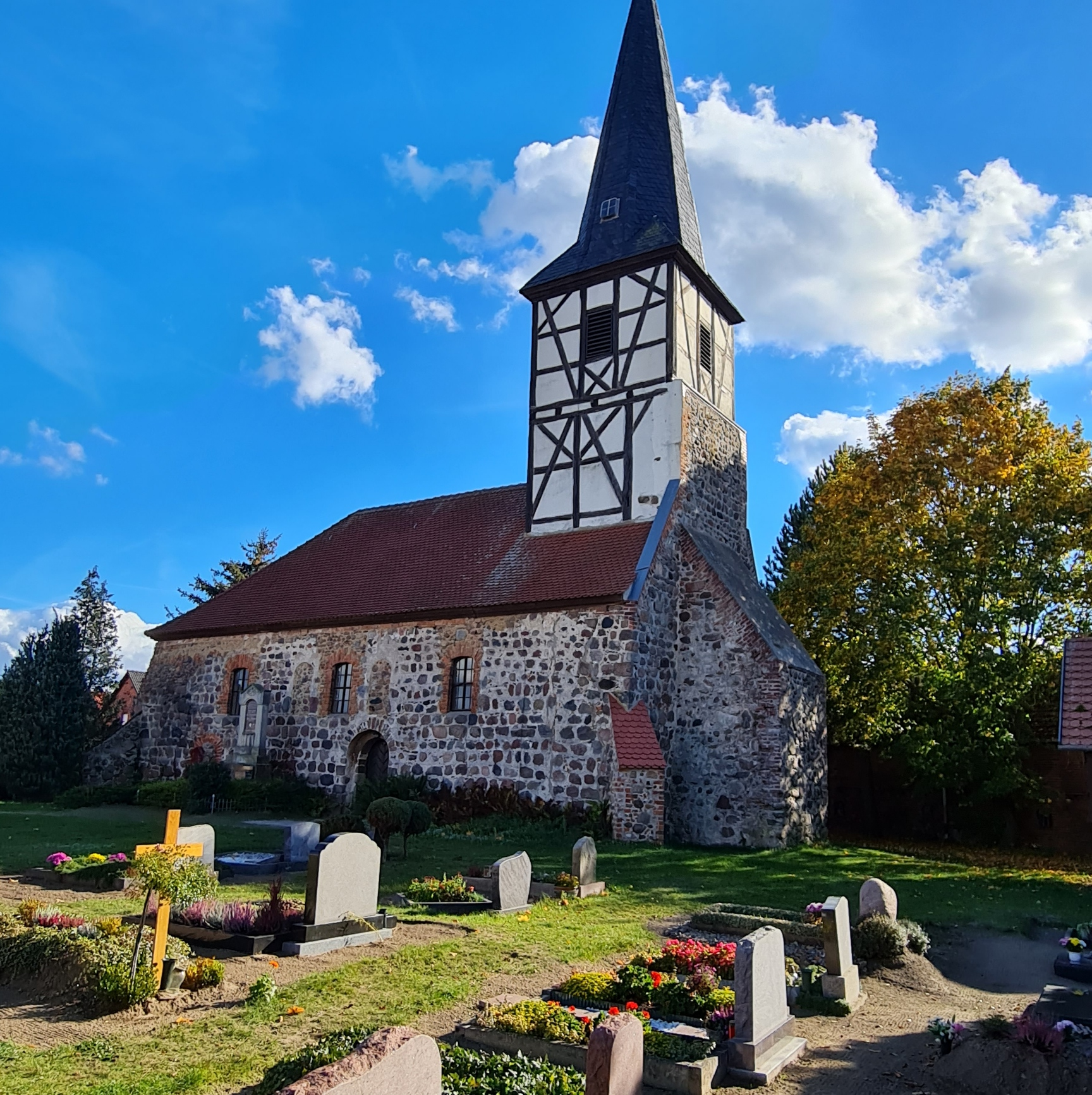
Dorfkirche Hassel (Altmark)

Die evangelische Dorfkirche Hassel (auch: St. Stephanus oder St. Johannes der Täufer) ist eine spätromanische Saalkirche in Hassel (Altmark) in der Gemeinde Arneburg im Landkreis Stendal in Sachsen-Anhalt. Sie gehört zur Kirchengemeinde Hassel im Kirchenkreis Stendal der Evangelischen Kirche in Mitteldeutschland (EKMD).

## Geschichte und Architektur
Die spätromanische rechteckige Saalkirche aus Feldsteinmauerwerk mit ungewöhnlich flacher, breiter Apsis wurde im Jahr 1230 geweiht, ein quadratischer Dachturm in Fachwerk mit achteckigem spitzem Helm (ähnlich der Kirche in Jarchau) wurde in den Jahren 1725/26 an den älteren Glockengiebel angebaut. In den Jahren 1746/48 wurde ein Umbau vorgenommen. An Ost- und Westseite wurden nachträglich mehrere Strebepfeiler angebaut, darunter ein besonders mächtiger an der Westwand.
Das Innere wird durch stichbogige Fenster erhellt; in der Apsis sind noch die romanischen Rundbogenfenster erhalten, das östliche ist durch einen Strebepfeiler verschlossen. Im ursprünglichen Zustand ist noch das nördliche Rundbogenportal mit abgestuftem Granitgewände erhalten, vermauert sind das Südportal und die Priesterpforte an der Nordseite mit Rundbogen in Backstein, die vermauerten alten Fensteröffnungen sind teils noch erkennbar. Im Jahr 1908 erfolgte eine Restaurierung und Neuausmalung. Im Innern sind Schiff, Chor und Apsis flachgedeckt, letztere wird durch einen mächtigen Gurtbogen abgesetzt. Der Fachwerkturm wird von zwei polygonalen, die Orgelempore durchbrechenden Holzsäulen getragen.

## Ausstattung
Das Hauptstück der Ausstattung ist ein großer Kanzelaltar mit seitlichen Durchgängen aus der Zeit um 1748. Der Kanzelkorb wird von Säulen gerahmt, in den Zwickeln zwischen Durchgängen und dem Apsisbogen ist ornamentales Schnitzwerk angeordnet. Die Orgelempore ist mit 1660 bezeichnet, das Patronatsgestühl im Altarraum mit 1663, eine Bronzeglocke stammt aus der Zeit um 1230.